# Archytas angrensis
Archytas angrensis là một loài ruồi trong họ Tachinidae.